# Hájik (přírodní rezervace)
Hájik je přírodní rezervace v oblasti Slovenský raj.
Nachází se v katastrálním území obce Klčov v okrese Levoča v Prešovském kraji. Území bylo vyhlášeno či novelizováno v roce 1988 na rozloze 4,1800 ha. Ochranné pásmo nebylo stanoveno.